# Shmuel Gonen
Shmuel Gonen (1930 - 30 de septiembre de 1991) fue un general y uno de los jefes israelíes del Comando Meridional de las Fuerzas de Defensa de Israel durante la guerra de Yom Kipur.